# Kajkavština
Kajkavština (kajkavsky kajkavščina, štokavsky kajkavski / kajkavica / kajkavština) je jedním ze tří hlavních nářečí (či jazyků) srbochorvatštiny. Svůj název dostalo podle slova kaj, tedy zájmena co. Tím se odlišuje od čakavského a především štokavského nářečí. Druhé uvedené je v současné době v Chorvatsku dominantní, avšak chorvatská literární tradice má především kajkavské základy. 
Kajkavský dialekt používá místo klasického štokavského „što/šta“ „kaj“, a to i v případech dalších, odvozených slov (zakaj namísto zašto, nekaj namísto nešto apod.). V kajkavských slovesech nedochází k přeměně l v o v případě minulého času mužského rodu (radil místo radio); jazyk obecně přebírá řadu dalších, především pro slovinštinu podobných rysů.

## Rozšířenost

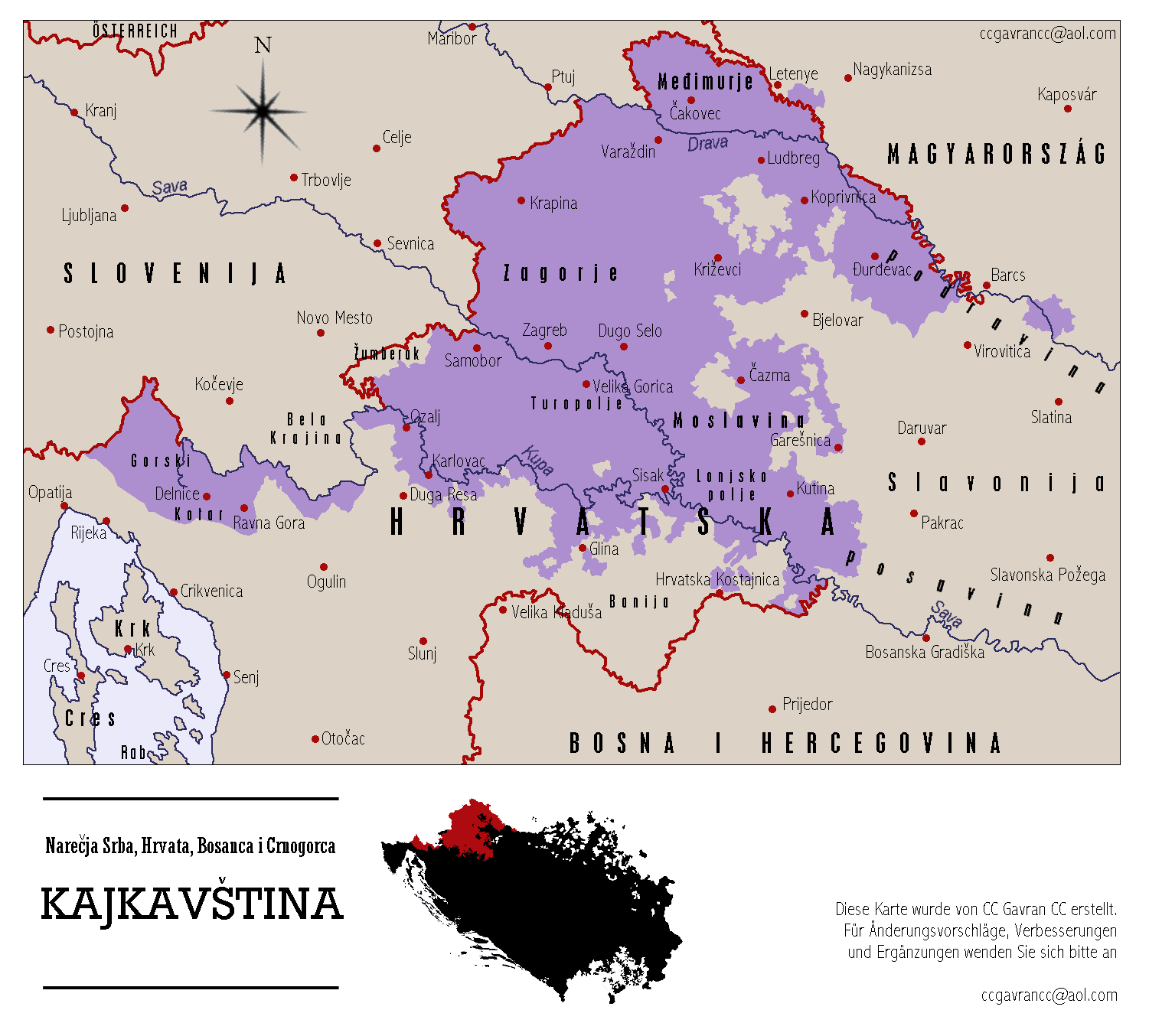
Rozšíření kajkavštiny: a) v severním Chorvatsku,
b) v Chorvatsku,
c) v rámci srbochorvatštiny před migracemi v 16. století

Kajkavským nářečím se mluví především v severozápadním a centrálním dílu chorvatského jazykového prostoru, tedy v Záhřebu, Prigorje, Mezimuří, Podravině, Chorvatském záhoří, Žumberaku, na Turopolji, v západní Moslavině, Pokuplju a Gorném Kotaru. Mimo hranic Chorvatska jsou kajkavci také ti Chorvaté, kteří žijí v Maďarsku (v okolí Neziderského jezera, kde chorvatská menšina zasahuje až k Bratislavě, Pomuří a Podráví), a také v oblastech, kam se vystěhovali během rozvoje tzv. vojenské krajiny, tedy ve Vojvodině, či v Rumunsku. Kajkavsky také mluví někteří emigranti ve Spojených státech a v Austrálii.
V současné době kajkavsky mluví 31 % lidí, tedy kolem jedné třetiny všech Chorvatů. Do první světové války toto nářečí užívalo kolem 36 % obyvatel. Tento pokles není ovšem tak velký jako v případě čakavského nářečí, kterého mluvčí ubývají rychleji; kajkavský prostor je víceméně homogennějšího charakteru. Kromě větších měst, kde se mluví kajkavsky (Varaždin, Čakovec) má také svoje mluvčí i v menších sídlech (Krapina, Križevci, Čazma, Popovača, Samobor, Ozalj, Delnice atd.).
V souvislosti s vyslovováním hlásky jať nelze (na rozdíl od štokavců) rozlišit mluvčí kajkavského nářečí na určité jasné skupiny; objevují se však určité zákonitosti; 3/5 kajkavců vyslovují ě jako „ej“, 1/4 jako „je“ a zbytek, mnohdy oblasti, kde se uchovaly archaické podoby nářečí, i jako dvouhlásku „ie, iei, nebo ii“.

## Historický vývoj
Od poloviny 16. století až do národního obrození bylo právě kajkavské nářečí tím, ve kterém vznikala literární tvorba. Prosto obrozeneckých reforem, které upravily chorvatský jazyk do dnešní podoby, zapisovalo se tehdy spřežkami, odvozenými z maďarštiny (tedy cs - /č/, cz - /c/, dy, gy - /ž/, ly - /lj/, ny - /nj/). Oblasti Istrie, kde se mluví čakavsky a Slavonie, kde se mluví štokavsky, byly v této době buď součástí jiného kulturního vývoje (či jiných států), nebo byly na mnohem nižší úrovni vývoje, a proto tato nářečí nepronikla.
Četní autoři středověké chorvatské literatury, ale i pisci jiných děl (například právního charakteru), tvořili v kajkavštině (Ivanuš Pergošić, Antun Vramec, Nikola Krajačević, Juraj Ratkaj Velikotaborski, Juaraj Habdelić, Ivan Belostenec, Juraj Mulih, Ana Katarina Frankopan-Zrinska, Tituš Brezovački a další).

První gramatikou kajkavštiny se stala práce Ignacije Szent-Mártonyho vydaná pod názvem Einleitung zur kroatischen Sprachlehre für Deutsche z roku 1783. Německy vyšly i další knihy věnující se zachycení stavu tehdejšího jazyka, kteří sepsali následující autoři: Franz Kornig (Kroatische Sprachlehre oder Anweisung für Deutsche die kroatische Sprache in kurzer Zeit gründlich zu erlernen, 1795), Josip Matijević (Horvatzka Grammatika oder kroatische Sprachlehre, 1810), Ignac Kristijanović (Grammatik der Kroatischen Mundart, 1837), teprve až práce Josipa Đurkovečkého Jezičnica horvatzko-slavinzka - Kroatisch-slavische Sprachlehre vydaná rovněž v roce 1837, byla dvojjazyčná.

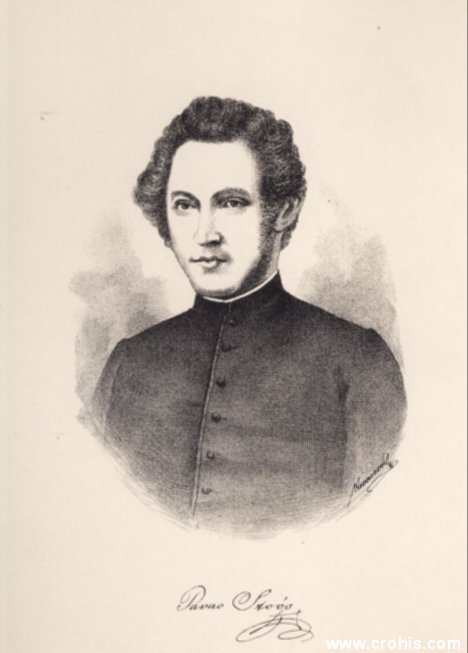
Pavao Štoos

První práce obrozenců, jejichž centrem byl Záhřeb, vznikaly v kajkavštině. Teprve až s počátkem roku 1836 předák obrozeneckého hnutí Ljudevit Gaj rozhodl, že v souladu s myšlenkami budování jednoho "ilyrského" vědomí a jazyka bude za základ spisovné řeči převzata štokavština, která byla blíže na východ – a tedy přímo uprostřed jihoslovanského prostoru – táhnoucího se od Villach až po Varnu. Přijetím štokavštiny (která byla víceméně mnohem důkladněji propracovaná, co se kvality pravidel jazyka týče) za základ spisovného jazyka se tak chorvatština přiblížila srbštině a vzdálila se slovinštině; myšlenky na sjednocení řeči Slovinců a Chorvatů tak vzaly za své ve prospěch oslovení většího množství lidí v krajích obsazených Osmanskou říší a v Srbsku. Většina chorvatských obrozenců ovšem stále byli kajkavci a během vydávání novin Novine Horvatzke v 30. letech i po přechodu na štokavštinu byla k dispozici vždy kajkavská příloha. Obrozenci také tvrdili, že ve štokavštině vznikala literatura středověká ve významných přímořských městech (např. Dubrovnik), a že se má moderní jazyk držet slavné tradice chorvatské minulosti.
Jazykové proměny obrozenců však neznamenaly, že by kajkavština vymizela z literárního prostředí úplně. Po roce 1836 kajkavsky psali osobnosti, jako např. Pavao Štoos, Tomaš Mikloušić a Ignac Kristijanović. Ve 20. století potom Antun Gustav Matoš, Miroslav Krleža, Ivan Goran Kovačić, Dragutin Domjanić, Nikola Pavić a další.
Po vzniku nezávislého státu a rozpadu Jugoslávie došlo k oslabení centralistických tendencí, rozpadu koncepce jednotného srbochorvatského jazyka a zvýšení zájmu o toto nářečí. Výsledkem tak je také vznik nových médií (např. časopisů), které vycházejí v kajkavštině v oblastech, kde se tímto nářečím mluví.

## Ukázky
- Kak je, tak je; tak je navek bilo, kak bu tak bu, a bu vre nekak kak bu!
- „Nigdar ni tak bilo da ni nekak bilo, pak ni vezda ne bu da nam nekak ne bu.“ – Miroslav Krleža (quotation from poem „Khevenhiller“)
- Kaj buš ti, bum pa ja! (Ať uděláš cokoliv, já to udělám taky!)
- Ne bu išlo! (spisovně chorvatsky: Ne može tako, Neće ići, slovinsky: Ne bo šlo, „Takhle ne!“)
- „Bumo vidli!“ (štokavsky: "Vidjet ćemo!", slovinsky: Bomo videli, česky: „Uvidíme!“)
- „Dej muči!“ nebo „Muči daj!“ (štokavsky: „Daj šuti!“, slovinsky: Daj molči, česky: „ticho buď!“)

- Kajkavský otčenáš (tučně vyznačené přízvuky): Japa naš kteri si f 'nebesih nek sesvete ime Tvoje, nek prihaja cesarstvo Tvoje, nek bu volya Tvoja kakti na nebe tak pa na zemle. Kruhek naš sakdajni nam daj denes ter odpuščaj nam dugi naše, kakti mi odpuščamo dužnikom našim ter naj nas fpelati vu skušnje, nek nas zbavi od sekih hudobah. F'se veke vekof, Amen.